# Henrique V (filme de 1989)
Henry V (br/pt: Henrique V) é um filme do diretor Kenneth Branagh, de 1989, baseado na peça homônima de William Shakespeare sobre o rei Henrique V da Inglaterra. O filme é estrelado por Branagh no papel principal com Paul Scofield, Derek Jacobi, Ian Holm, Emma Thompson, Alec McCowen, Judi Dench, Robbie Coltrane, Brian Blessed e Christian Bale em papéis coadjuvantes.
O filme recebeu elogios da crítica mundial e tem sido amplamente considerado uma das melhores adaptações cinematográficas de Shakespeare já feitas. Por seu trabalho no filme, Phyllis Dalton ganhou um Oscar de melhor figurino e Kenneth Branagh, em sua estreia como diretor, recebeu indicações ao Oscar de Melhor Ator e Melhor Diretor.

## Sinopse
O Rei Henrique V da Inglaterra é insultado pelo Rei da França, Carlos VI. Como consequência, ele lidera seu exército contra os franceses, precisando estar atento e manter suas tropas motivadas e unidas.